# كابل (شخصية)
كابل هو شخصية خيالية في مارفل كومكس من ابتكار كريس كليرمونت،ظهرت الشخصية لأول مرة في يناير 1986.